# Universidad de Dakar
La Universidad de Dakar o Universidad Cheikh-Anta-Diop, es la universidad más importante de Senegal.

## Historia
Su creación puede rastrearse a las instituciones educativas que creaban las autoridades francesas en la época colonial en 1918, como una facultad de medicina, que se había abierto para unos pocos nativos senegaleses y para los franceses residentes allí. Está conformada por seis escuelas e institutos, siete facultades y siete escuelas de doctorado.
Su nombre rinde homenaje al antropólogo senegalés Cheikh Anta Diop y cuenta con una matrícula de 60.000 estudiantes aproximadamente.
En el frente del edificio principal de la universidad se puede leer el lema de la institución educativa:  "La luz es mi ley" (en latín: "Lux mea lex"). El lema fue propuesto por el poeta y activista político senegalés Léopold Sédar Senghor.
Presidenetes de países como Benín, Níger y Senegal se formaron en la Universidad de Dakar.

## Estudiantes
Algunos de sus estudiantes destacados son: Fatou Kiné Camara, Abdou Diouf, Macky Sall, entre otros.